# American Horror Story: Kult
American Horror Story: Kult (tytuł oryginalny: American Horror Story: Cult) – siódmy sezon amerykańskiego serialu telewizyjnego American Horror Story. Składa się z jedenastu odcinków, emitowanych przez stację FX między 5 września a 14 listopada 2017 roku. Polska premiera każdego odcinka odbywała się na antenie Fox dwa dni po pierwszej emisji w FX.
Zgodnie z antologiczną formą serialu, Kult stanowi odrębny miniserial, niezależny od pozostałych sezonów. Wydarzenia skupiają się na sekcie, założonej przez kandydującego w wyborach do rady miasta Kaiego Andersona. Jej członkowie dokonują brutalnych zbrodni, mających na celu zastraszenie społeczeństwa i zwrócenie jego uwagi na głoszącego radykalne hasła Kaiego. Ponadto, sekta prześladuje Ally Mayfair-Richards, która popada w paranoję i coraz głębszy strach wobec świata. Kai jest przekonany o swojej wyjątkowej roli we wprowadzaniu porządku na świecie. Bohater buduje wokół siebie kult jednostki, zarazem stosując brutalne metody egzekwowania posłuszeństwa.
Kult, podobnie jak poprzednie sezony, został stworzony przez Ryana Murphy’ego i Brada Falchuka. Do obsady powrócili aktorzy z poprzednich serii: Evan Peters, Sarah Paulson, Cheyenne Jackson, Adina Porter, Frances Conroy, Mare Winningham, Emma Roberts, Jamie Brewer, John Carroll Lynch, Chaz Bono i James Morosini. Angela Bassett nie powróciła do obsady, ale wyreżyserowała jeden z odcinków. Po raz pierwszy w historii American Horror Story wystąpili: Billie Lourd, Alison Pill, Billy Eichner, Leslie Grossman i Colton Haynes.

## Streszczenie fabuły
Akcja odbywa się głównie w latach 2016–2018 w fikcyjnej miejscowości Brookfield Heights w stanie Michigan. 8 listopada 2016 roku w Stanach Zjednoczonych odbywają się wybory prezydenckie. Psychoterapeutka Bebe Babbitt, która w latach 60. brała udział w seryjnych morderstwach SCUM – mordującej mężczyzn grupy z Valerie Solanas na czele – widzi w zwycięstwie Donalda Trumpa szansę na urzeczywistnienie feministycznych idei Solanas. Bebe przekonuje swojego pacjenta, Kaiego Andersona, by spróbował sił w polityce i stanął na czele ruchu, który wyzwoli złość kobiet wobec patriarchalizmu (symbolizowanego przez mizoginistycznego Trumpa) i doprowadzi do męczeństwa mężczyzn. Kai podejmuje decyzję o kandydowaniu w wyborach do rady miasta. Rozpoczyna kampanię wyborczą, w której głosi radykalne hasła, postulując chociażby eksmisję nielegalnych imigrantów. W wystąpieniach publicznych zwraca uwagę na zwiększającą się przestępczość w mieście i obiecuje zastosowanie restrykcyjnych środków celem powstrzymania przemocy. Po zdobyciu miejsca w radzie miasta planuje kandydowanie do Senatu i na urząd prezydenta. Od początku kampanii jest wspierany przez młodszą siostrę, Winter.
Po wygranej Trumpa Kai zaczyna organizować sektę, na czele której staje, budując wokół swojej osoby kult jednostki. Warunkiem przystąpienia do współpracy z nim jest „rytuał małego paluszka”, podczas którego kandydaci do sekty zwierzają się Kaiemu z najskrytszych lęków i złości wobec świata. Mężczyzna manipuluje swoimi poplecznikami, podburzając ich do odreagowania frustracji. W dniu wyborów poznaje fanatyka Trumpa, Gary’ego Longstreeta, którego pozyskuje do przyszłej współpracy. Nazajutrz zapisuje się na siłownię do trenera Harrisona Wiltona, którego podjudza do zamordowania kolegów z pracy, wyśmiewających go ze względu na homoseksualizm. Tego samego dnia Winter przyprowadza do domu poznaną dzień wcześniej Ivy Mayfair-Richards, która wyznaje Kaiemu, że nienawidzi swojej żony, Ally, i pragnie zdobyć prawo do samodzielnej opieki nad ich synem, Ozem. W grudniu do grona popleczników Kaiego dołącza żona Harrisona, Meadow, która zwierza się z poczucia bycia bezwartościową i nieodwzajemnionej przez męża miłości. Również w grudniu Kai poznaje Beverly Hope, reporterkę w programie telewizyjnym, nienawidzącą swojego szefa Boba Thompsona i utrzymującej z nim romans współpracownicy, Sereny Belindy. Do sekty dołączają także: kochanek Harrisona, detektyw Jack Samuels, i współpracujący z Beverly kamerzysta, R.J.
Członkowie sekty, przebrani za klaunów, dokonują w mieście brutalnych zbrodni, które mają na celu zastraszenie społeczeństwa i zwrócenie jego uwagi na głoszącego radykalne hasła Kaiego. Grupa morduje między innymi radnego Toma Changa i jego rodzinę, Serenę, Boba oraz kontrkandydatkę w wyborach do rady miasta, Sally Keffler. Ponadto, sekta prześladuje Ally, którą Kai pragnie wykreować w mediach jako niepoczytalną. Kobieta zwierza się żonie i swojemu psychiatrze, Rudy’emu Vincentowi, z pogłębiających się fobii i nagminnego widoku atakujących ją klaunów. Oboje wyrażają przekonanie, że Ally ma urojenia, które nasiliły się po zwycięstwie znienawidzonego przez nią Trumpa w wyborach. Tymczasem Mayfair-Richardsowie zatrudniają Winter do opieki nad Ozem. Przerażona widokiem klaunów Ally nieumyślnie zabija Pedro Moralesa, latynoskiego pracownika restauracji, którą prowadzi wspólnie z Ivy. Choć ze względu na działanie w akcie samoobrony nie zostaje oskarżona, przy restauracji odbywa się skierowana przeciwko jej rzekomej ksenofobii manifestacja, ponadto Ally popada w konflikt z nowymi sąsiadami, Wiltonami. Winter ją uwodzi, co stanowi dla Ivy pretekst do separacji z Ozem i ograniczenia kontaktów żony z synem. Kai wymusza na Meadow zorganizowanie zamachu, podczas którego kobieta strzela do niego, zabija przypadkowych ludzi w tłumie i popełnia samobójstwo. Uprzednio zdradza Ally działalność sekty i tożsamości jej członków. Ally, obecna podczas zamachu, zostaje aresztowana i umieszczona w zakładzie psychiatrycznym, zaś Anderson zyskuje popularność w skali całego kraju i wygrywa wybory do rady miasta.
Kai, zapatrzony w innych przywódców sekt, coraz silniej buduje wśród popleczników kult jednostki, okrzykując się Boskim Władcą, oraz stosuje coraz drastyczniejsze metody egzekwowania braku posłuszeństwa. Jest przekonany o swojej boskiej roli we wprowadzaniu na świecie nowego porządku oraz wielkim znaczeniu misji, którą wypełnia. Po jego wygranej w mieście zostaje utworzona gwardia uzbrojonych i podporządkowanych mu mężczyzn. Współpracująca z Kaim Bebe manipuluje Beverly, Ivy i Winter. Za jej namową wszystkie trzy postanawiają zawalczyć przeciwko marginalizowaniu roli kobiet w sekcie, w związku z czym torturują i brutalnie mordują Harrisona. Tymczasem Ally jest przesłuchiwana przez FBI w zakładzie psychiatrycznym. Zyskuje immunitet, w zamian za który po opuszczeniu zakładu jest osobowym źródłem informacji. Ponadto, postanawia dokonać zemsty za wyrządzone jej upokorzenia oraz odzyskać Oza. Rudy wyznaje jej, że jest bratem Kaiego i pragnie go powstrzymać przez kolejnymi niebezpiecznymi krokami. Anderson, dowiedziawszy się od Ally o planach brata, morduje go. Ponadto, skazuje Beverly na pobyt w izolatce po tym, jak Winter okłamuje go, że Hope zamordowała Jacka (choć w rzeczywistości sama jest winna). Ally dołącza do sekty, morduje Ivy w akcie zemsty i zbliża się do Kaiego, dając mu fałszywe dowody na to, iż jest biologicznym ojcem Oza.
Tymczasem Anderson dostaje halucynacji i popada w coraz silniejszy obłęd. Po tym, jak Ally przekonuje go, iż Winter jest agentką FBI i zainstalowała podsłuch, Kai zabija siostrę. Kilka dni później FBI wdziera się do domu Andersona i aresztuje go. Kai trafia do więzienia, gdzie ponownie buduje wokół siebie kult jednostki, okrzykuje się Boskim Władcą i werbuje do współpracy innych więźniów. Tymczasem Ally kandyduje do Senatu i we współpracy z Beverly rozpoczyna kampanię wyborczą. Ponadto współpracuje z więzienną ochroniarką, Glorią, która zbliża się do Kaiego i pomaga mu uciec z więzienia. Anderson przychodzi na debatę wyborczą, gdzie usiłuje zamordować Ally, jednak nie udaje mu się, gdyż pistolet, który otrzymał od Glorii, nie jest naładowany. Sam zostaje zastrzelony przez Beverly. Wkrótce Ally wygrywa wybory.

## Nawiązania do poprzednich sezonów
Mimo że każdy sezon American Horror Story stanowi osobny i spójny miniserial, niezwiązany bezpośrednio z pozostałymi, w Kulcie – podobnie jak w poprzednich seriach – pojawiło się kilka nawiązań do wcześniejszych odcinków.
- Jednym z bohaterów Kultu jest klaun Twisty (John Carroll Lynch) – postać z czwartego sezonu, Freak Show. Oz posiada bazujący na jego historii komiks, na którego okładce narysowane są postacie z Freak Show: Pepper, Jimmy Darling i Meep[1]. W odcinku „Noc wyborów” zostaje pokazana scena ataku Twisty’ego na zakochaną parę na polanie, nagrana na wzór podobnej sceny z odcinka „Potwory są wśród nas” Freak Show.
- W odcinku „Valerie Solanas umarła za wasze grzechy” zostaje ujawnione, że za zbrodnie niezidentyfikowanego nigdy seryjnego mordercy, Zodiaka, odpowiadała Valerie Solanas (Lena Dunham). W sezonie piątym, Hotelu, duch Zodiaka, o niezidentyfikowanej płci i z zasłoniętą twarzą, był jednym z uczestników dorocznej kolacji, organizowanej przez Jamesa Patricka Marcha (Evan Peters) w hotelu Cortez podczas nocy diabła.
- W odcinku „Znów wszystko w porządku” Beverly (Adina Porter) wspomina, że Ally (Sarah Paulson) odmówiła udzielenia wywiadu Lanie Winters. Lana była główną bohaterką sezonu drugiego, Asylum oraz pojawiła się gościnnie w szóstym – Roanoke. W obu była grana również przez Sarah Paulson.

## Obsada i bohaterowie

### Obsada główna
- Sarah Paulson jako
  - Ally Mayfair-Richards
  - Susan Atkins (odc. 10)
- Evan Peters jako
  - Kai Anderson
  - Andy Warhol (odc. 7)
  - Marshall Applewhite (odc. 9)
  - David Koresh (odc. 9)
  - Jim Jones (odc. 9)
  - Jezus Chrystus (odc. 9)
  - Charles Manson (odc. 10, 11)
- Cheyenne Jackson jako Rudy Vincent
- Billie Lourd jako
  - Winter Anderson
  - Linda Kasabian (odc. 10)
- Alison Pill jako Ivy Mayfair-Richards

### Goście specjalni
- Billy Eichner jako
  - Harrison Wilton (odc. 2–7)
  - Charles „Tex” Watson (odc. 10)
- Emma Roberts jako Serena Belinda (odc. 4)
- Mare Winningham jako Sally Keffler (odc. 6)
- Lena Dunham jako Valerie Solanas (odc. 7)
- Frances Conroy jako Bebe Babbitt (odc. 7, 10)

### Obsada drugoplanowa
- John Carroll Lynch jako Twisty
- Colton Haynes jako Jack Samuels
- Cooper Dodson jako Oz Mayfair-Richards
- Jorge-Luis Pallo jako Pedro Morales
- Zack Ward jako Roger
- Chaz Bono jako Gary Longstreet
- Adina Porter jako Beverly Hope
- Leslie Grossman jako
  - Meadow Wilton
  - Patricia Krenwinkel (odc. 10)
- Dermot Mulroney jako Bob Thompson
- Laura Allen jako Rosie
- Ron Melendez jako Mark
- James Morosini jako R.J.
- Cameron Cowperthwaite jako Speedwagon
- Dennis Cockrum jako Herbert Jackson

### Obsada gościna
- Tim Kang jako Tim Chang (odc. 1)
- Aimee Carrero jako dziewczyna na pikniku (odc. 1)
- Rafael de la Fuente jako mężczyzna na pikniku (odc. 1)
- Seth Coltan jako zboczeniec (odc. 3)
- T.J. Hoban jako Vincenzo Ravoli (odc. 4)
- Bill Parks jako Cole (odc. 4)
- J. Grant Albrecht jako Scott Anderson (odc. 5)
- Jamie Brewer jako Hedda (odc. 7)
- Dot-Marie Jones jako Butchy May (odc. 7)
- Steve Bannos jako urzędnik (odc. 7)
- Lyla Porter-Follows jako Bebe Babbitt (młodsza, odc. 7)
- Rick Springfield jako pastor Charles (odc. 8)
- Summera Howell jako torturowana kobieta (odc. 8)
- Rachel Roberts jako Sharon Tate (odc. 10)
- Sarah Yarkin jako Riley (odc. 10)
- Annie Ilonzeh jako Erika (odc. 11)
- Liz Jenkins jako Gloria Whitmore (odc. 11)

## Lista odcinków
| Nr | Nr | Tytuł oryginalny                            | Tytuł polski                            | Reżyseria             | Scenariusz               | Data premiery (Stany Zjednoczone) | Data premiery (Polska) |
| --- | -- | ------------------------------------------- | --------------------------------------- | --------------------- | ------------------------ | --------------------------------- | ---------------------- |
| 74 | 1  | Election Night                              | Noc wyborów                             | Bradley Buecker       | Ryan Murphy Brad Falchuk | 5 września 2017                   | 7 września 2017        |
| Trwa wieczór ogłoszenia wyników wyborów prezydenckich w Stanach Zjednoczonych w 2016 roku. Kai Anderson popada w euforię, z kolei Ally Mayfair-Richards jest zrozpaczona ich wynikiem. W związku z wyborem Donalda Trumpa na prezydenta w Ally obudzają się lęki, które miała po zamachu na World Trace Center, między innymi koulrofobia (fobia przez klaunami). Psychiatra, doktor Rudy Vincent, przepisuje jej specjalne leki. Mimo zażywania ich, Ally widzi atakujących ją klaunów w supermarkecie i restauracji, którą prowadzi wraz z żoną, Ivy. Tymczasem w Kaim nasilają się nastroje antysemickie i ksenofobiczne (głosuje na spotkaniu rady miasta przeciwko zwiększeniu ochrony dla centrum społeczności żydowskiej i atakuje grupę Latynosów). Mężczyzna wpada na ulicy na Ally i Ivy, oblewając je kawą. Kobiety zatrudniają Winter, siostrę Kaiego, do opieki nad swoim kilkuletnim synem, Ozem. Niania pokazuje chłopcu w Internecie pełne przemocy filmy. Wieczorem chłopiec widzi gang klaunów, mordujący mieszkającą w sąsiedztwie rodzinę Changów. Gdy na miejsce przyjeżdżają Ally i Ivy, Winter zaprzecza jego wersji wydarzeń, zaś detektyw Jack Samuels utrzymuje, że Changowie popełnili samobójstwo. |    |                                             |                                         |                       |                          |                                   |                        |
| 75 | 2  | Don’t Be Afraid of the Dark                 | Nie obawiaj się ciemności               | Liza Johnson          | Tim Minear               | 12 września 2017                  | 14 września 2017       |
| Kai postanawia kandydować do rady miasta i rozpoczyna kampanię wyborczą, w której głosi antyimigracyjne hasła. Oz, podobnie jak Ally, ma wizje, w których jest atakowany przez klauny. W restauracji jego matek dochodzi do kłótni pomiędzy dwoma kucharzami, Rogerem i Pedro. Ivy i Ally poznają Harrisona i Meadow Wiltonów, którzy wprowadzają się do domu Changów. Małżeństwo wzbudza sympatię u Ivy i podejrzliwość u Ally. W nocy Ally jedzie do restauracji, gdzie znajduje martwe ciało Rogera. Detektyw Samuels podejrzewa, że morderstwa dokonał Pedro. Ally, u której pogłębia się strach wobec świata, dostaje od Harrisona pistolet, co wzbudza zaniepokojenie Rudy’ego. Psychiatra poleca Ivy, by uważała na żonę, u której rozwija się agorafobia. Do drzwi Ally puka Kai, pragnący wejść do środka w celu omówienia swoich idei wyborczych. Otrzymując odmowę, reaguje wrogo i agresywnie. Później Ally bierze kąpiel, podczas której Winter ją uwodzi i dotyka. W nocy dochodzi do awarii prądu w okolicy, podczas której Ally widzi na ulicy grupę klaunów. Ivy, przebywająca w restauracji, wysyła do domu Pedro, by dostarczył jej żonie kilka rzeczy. Gdy ten puka do drzwi, spanikowana Ally strzela do niego z pistoletu. |    |                                             |                                         |                       |                          |                                   |                        |
| 76 | 3  | Neighbors from Hell                         | Sąsiedzi z piekła rodem                 | Gwyneth Horder-Payton | James Wong               | 19 września 2017                  | 21 września 2017       |
| Rosie, pacjentka Vincenta, wraz z mężem zostaje brutalnie zamordowana przez klauny. Ally nie grożą żadne konsekwencje prawne za zabicie Pedro, gdyż działała w akcie samoobrony. Pod restauracją gromadzą się manifestanci, którzy żądają ukarania jej za ksenofobiczną zbrodnię, podobnie jak wrogo nastawieni do niej Wiltonowie. Kaiemu, który obiecuje Ally wsparcie, udaje się rozpędzić demonstrujących ludzi. Mayfair-Richardsowie są prześladowani przez nieznanych sprawców: przez ich ulicę przejeżdża tajemnicza ciężarówka, emitująca zielony gaz, na podwórku zostają rozrzucone martwe ptaki, zaś w Internecie znajduje się ogłoszenie, że Ally i Ivy poszukują mężczyzn do seksu. Ku zdenerwowaniu Ally, Wiltonowie wręczają Ozowi świnkę morską. Wkrótce Mayfair-Richardsowie odkrywają, że włamano się do ich domu i umieszczono zwierzę w kuchence mikrofalowej, gdzie eksplodowało. Ally, przekonana o winie Wiltonów, wdziera się na podwórko sąsiadów i grozi, że ich zabije. Wieczorem Oz pokazuje matkom w Internecie film, na którym widać zbliżenie Ally i Winter. Gdy Ivy i Oz opuszczają dom w celu wyprowadzki, na ulicy znajduje się policja. Okazuje się, że Meadow zaginęła, a Harrison obudził się ubrudzony krwią. Policja go aresztuje, ten jednak zarzuca, że winna jest Ally. |    |                                             |                                         |                       |                          |                                   |                        |
| 77 | 4  | 11/9                                        | 9 listopada                             | Gwyneth Horder-Payton | John J. Gray             | 26 września 2017                  | 28 września 2017       |
| Dzień przed wyborami prezydenckimi Ivy idzie na wiec wyborczy, gdzie kłóci się z Garym Longstreetem w kwestiach politycznych. Gdy ten napastuje ją seksualnie i ucieka, w obronie Ivy staje Winter. Tego samego dnia kobiety idą do prowadzonego przez Gary’ego sklepu, gdzie go atakują i związują, by nie mógł pójść do lokalu wyborczego. Nazajutrz Kai go odnajduje i daje piłę, którą ten odcina sobie przywiązaną rękę. Obaj mężczyźni idą do urny, gdzie głosują na Trumpa. Obok lokalu dochodzi do kłótni między reporterkami tej samej stacji telewizyjnej, Beverly Hope i Sereną Belindą, czego przyczyną są rosnące wpływy drugiej z nich w serwisie informacyjnym. Kai zapisuje się na siłownię, gdzie trenuje go Harrison. Z upływem czasu konsekwentnie próbuje pogłębiać w Wiltonie wściekłość. Tymczasem Harrison i Meadow zostają eksmitowani z domu. Za namową Kaiego Harrison morduje współpracownika i szefa, którzy go upokarzali. Kai obserwuje Beverly, w której rośnie złość i zazdrość wobec odnoszącej kolejne sukcesy zawodowe Sereny (czego przyczyną jest jej romans z prowadzącym serwis informacyjny Bobem). Anderson idzie z Hope na kawę, gdzie informuje ją o planach zdobycia dominacji na świecie. Zachęcona Beverly obiecuje mu lojalność. Wkrótce przebrani za klaunów Kai, Harrison i Meadow mordują nagrywającą materiał dla telewizji Serenę.                                                |    |                                             |                                         |                       |                          |                                   |                        |
| 78 | 5  | Holes                                       | Dziury                                  | Maggie Kiley          | Crystal Liu              | 3 października 2017               | 5 października 2017    |
| Wiltonowie, Beverly, jej kamerzysta R.J., Jack, Gary, Winter i Ivy są członkami sekty, której przewodzi Kai. Jej członkowie pragną budzić w ludziach strach, by w ten sposób doprowadzić do wygranej Kaiego w wyborach do rady miasta. Bob chce zwolnić Beverly, gdyż jej reportaże z miejsc zbrodni nadmiernie manipulują widzami. Członkowie sekty, przebrani za klaunów, napadają na jego dom, gdzie wykrzykują satanistyczne zwroty, a Beverly morduje Boba siekierą. Ally zwierza się Rudy’emu z pogłębiającej się trypofobii, separacji z Ivy i chłodnego stosunku Oza do niej. Po powrocie do domu podgląda dom Wiltonów, gdzie widzi pocałunek Harrisona z Jackiem. Idzie na ich podwórko, gdzie znajduje wrzuconą do rowu w ziemi i błagającą o pomoc Meadow. Przerażona, wraca do domu, dokąd dobiega Meadow, nadal prosząc Ally o pomoc i informując ją o istnieniu sekty, zostaje jednak odciągnięta. Dzięki lokalnym zabójstwom radykalny Kai staje się faworytem w sondażach. Anderson uznaje, że R.J. jest zbyt słaby, by brać udział w jego działaniach i mógłby powiedzieć o nich policji. Członkowie sekty mordują R.J.-a, wbijając mu w głowę gwoździe z pistoletu. Kai opowiada Beverly historię sprzed trzech lat, gdy jego matka zabiła sadystycznego męża i siebie samą. Wraz z bratem, Rudym, umieścił martwe ciała rodziców w łóżku, gdzie rozkładają się do dziś.                                           |    |                                             |                                         |                       |                          |                                   |                        |
| 79 | 6  | Mid-Western Assassin                        | Zabójca ze Środkowego Zachodu           | Bradley Buecker       | Todd Kubrak              | 10 października 2017              | 12 października 2017   |
| W retrospekcji Meadow zakochuje się w Kaim i sądzi, że jej uczucia są odwzajemnione. Odkrywszy jednak, że Kai w podobny sposób adoruje Ivy, Meadow buntuje się i postanawia opuścić sektę, zostaje jednak powstrzymana oraz związana przez Harrisona i Jacka. Kai, uprawiając z nią seks, zachęca ją do zrealizowaniu planu, który ma na celu zwiększenie jego szans na zwycięstwo w wyborach. W głównej akcji Ally udaje się do domu Wiltonów, skąd uwalnia Meadow i jedzie z nią do swojej restauracji. Dowiaduje się o niej o historii sekty i jej członkach, w tym o Ivy. Kobiety oglądają w telewizji posiedzenie w radzie miasta, podczas którego Kai wdaje się w rywalizację ze sceptycznie do niego nastawioną kontrkandydatką, Sally Keffler. Ally zawozi Meadow do gabinetu Rudy’ego, a w międzyczasie udaje się do domu Sally, gdzie wyjawia jej prawdę o sekcie. Niespodziewanie do domu włamują się jego przebrani za klaunów członkowie. Ally udaje się schować w łazience, podczas gdy Kai morduje Sally. Po powrocie do Rudy’ego Ally odkrywa, że Meadow – wbrew jej poleceniom – opuściła gabinet. Nazajutrz odbywa się wiec wyborczy Kaiego, podczas którego Meadow realizuje plan: dokonuje masowej strzelaniny, zabijając kilku ludzi i raniąc Andersona, a następnie popełnia samobójstwo. Ally, która zabiera jej z rąk pistolet, zostaje aresztowana.                                                          |    |                                             |                                         |                       |                          |                                   |                        |
| 80 | 7  | Valerie Solanas Died For Your Sins: Scumbag | Valerie Solanas umarła za wasze grzechy | Rachel Goldberg       | Crystal Liu              | 17 października 2017              | 19 października 2017   |
| Po komentowanej w całym kraju strzelaninie Kai wygrywa wybory do rady miasta. Wraz z Harrisonem i Garym tworzy plan dalszego działania. Wzbudza to złość u Beverly, Winter i Ivy, które czują się odsuwane przez Kaiego, przy równoczesnym faworyzowaniu mężczyzn. Beverly trafia na Bebe Babbitt, która informuje ją, że wie o istnieniu sekty i zaprasza do współpracy. Nazajutrz obie przychodzą do Butchery on the Main, gdzie przebywają Winter i Ivy. Bebe wyznaje, że była partnerką Valerie Solanas – skrajnie feministycznej aktywistki i autorki manifestu SCUM, w którym postulowała zbudowanie społeczeństwa złożonego wyłącznie z kobiet. W latach 60. Valerie zgromadziła wokół siebie kobiety i gejów, z którymi planowała wyeliminować patriarchalizm. W tym celu członkowie grupy mieli zamordować wszystkich mężczyzn na świecie, a za początek wojny Valerie uznała zastrzelenie Andy’ego Warhola. Według Bebe grupa była odpowiedzialna za zbrodnie seryjnego mordercy Zodiaka. Jej członkinie stopniowo go jednak opuszczały z powodu pogłębiającego się obłędu chorej na schizofrenię Valerie. Za namową Bebe Beverly, Winter i Ivy postanawiają zawalczyć przeciwko marginalizowaniu ich roli w sekcie, w związku z czym torturują i brutalnie mordują Harrisona. Okazuje się, że Bebe potajemnie współpracuje z Kaim, dla którego nimi manipulowała.                                                          |    |                                             |                                         |                       |                          |                                   |                        |
| 81 | 8  | Winter of Our Discontent                    | Zima naszego niezadowolenia             | Barbara Brown         | Joshua Green             | 24 października 2017              | 26 października 2017   |
| Kai organizuje w mieście uzbrojoną gwardię mężczyzn, mającą za zadanie obronę porządku publicznego, zaś Winter, Beverly i Ivy nakazuje gotowanie dla nich. Beverly postanawia się zbuntować i zabić Kaiego. Przeciwna temu Winter opowiada historię sprzed dwóch lat, gdy wraz z bratem odwiedziła dom Pastora Charlesa, w którym ten, jak się okazało, torturował trójkę uprowadzonych ludzi. Uwolniwszy ich, Kai brutalnie zamordował Charlesa, co – zdaniem Winter – miało decydujący wpływ na jego przemianę w brutalnego i pragnącego naprawiać zło na świecie. Rudy, który zaczyna dostrzegać w bracie niebezpieczeństwo, przeprasza Ally za brak wiary w jej doniesienia o sekcie i obiecuje pomoc w odzyskaniu syna. Ally z kolei zaprasza do siebie Kaiego i w zamian za obietnicę zwrócenia jej Oza zdradza, że Rudy zamierza działać przeciwko bratu. Tymczasem Kai pragnie narodzin dziecka, które nazywa Mesjaszem, mającym w przyszłości kontynuować jego dzieło. Chce uprawiać seks z Jackiem, który równocześnie ma zapłodnić Winter. Kobieta protestuje, za co zostaje przez brata ukarana pracami publicznymi. Gdy Jack ją obraża, dusi i usiłuje zgwałcić, Winter go zabija, donosząc później bratu, że zabójstwa dokonała Beverly. W ramach odwetu za zdradę Kai zabija Rudy’ego i skazuje Beverly na pobyt w izolatce. Podczas spotkania sekty okazuje się, że dołączyła do niej Ally.                           |    |                                             |                                         |                       |                          |                                   |                        |
| 82 | 9  | Drink the Kool-Aid                          | Lojalność                               | Angela Bassett        | Adam Penn                | 31 października 2017              | 2 listopada 2017       |
| Kai ogłasza plany kandydowania do Senatu. Mimo silnej niechęci wobec Ivy i Winter, Ally planuje wraz z nimi i Ozem uciec z miasta, gdyż jest to jedyny sposób na opuszczenie sekty. Kai zmusza jego członków do wypicia napoju Kool-Aid, mówiąc, że zmieszał go z trucizną. Gdy niemal wszyscy go wypijają, wyjawia, że napój nie był zatruty, lecz – zainspirowany innymi liderami sekt – chciał sprawdzić gotowość swoich popleczników do poświęceń. Następnego dnia Ivy i Ally chcą odebrać Oza ze szkoły i niezwłocznie opuścić miasto, jednak chłopca odbiera w tajemnicy przed jego matkami Winter. Kai wymusza na nich zgodę, by Oz spędził u niego noc oraz ujawnia, że jest jego biologicznym ojcem. Spędzając czas z chłopcem, usiłuje zbudować w sobie autorytet ojca. Gdy Oz nie wykazuje wiary w jego koncepcje, Kai go karze i nie pozwala oddać matkom. Tymczasem Ally podaje Ivy zatrutą kolację. Gdy jej żona umiera, wyjawia że pobyt w ośrodku psychiatrycznym uświadomił ją, iż pustkę po wyzbyciu się fobii musi wypełnić zemstą poprzez zamordowanie jej. Nazajutrz Ally dowiaduje się w klinice, że w rzeczywistości to nie Kai jest biologicznym ojcem Oza. Wieczorem spotyka się z nim na kolacji, przedstawiając mu fałszywy dowód na to, że spłodził chłopca. Kai ma nadzieję, że wraz z Ozem będą tworzyć prawdziwą rodzinę, a chłopiec, podobnie jak jego ojciec – będzie wielkim człowiekiem.           |    |                                             |                                         |                       |                          |                                   |                        |
| 83 | 10 | Charles (Manson) in Charge                  | Charles (Manson) rządzi                 | Bradley Buecker       | Ryan Murphy Brad Falchuk | 7 listopada 2017                  | 9 listopada 2017       |
| Przed wyborami prezydenckimi Kai zostaje wysłany na terapię do Bebe, która sugeruje mu spróbowanie sił w polityce. Przekonuje, że po zwycięstwie Trumpa powinien stać na czele ruchu, mającego na celu wyzwolenie „feministycznej złości” wobec świata, która doprowadzi do męczeństwa mężczyzn. Kilka miesięcy później dochodzi do zamieszek między zwolennikami a przeciwnikami Kaiego. Ten tymczasem, zainspirowany historią Charlesa Mansona, ogłasza członkom sekty plan zorganizowania „nocy tysiąca Tate”. Gary, chcąc wykraść listę kobiet oczekujących na aborcję, wkrada się do kliniki, gdzie zostaje zamordowany przez pozostałych członków sekty. Nazajutrz Kai oświadcza w programie telewizyjnym, że o podżeganie do zabójstwa podejrzewa kontrkandydata w wyborach do Senatu. Anderson popada w paranoję i ma halucynacje, w których rozmawia z Rudym, Mansonem i Lindą Kasabian. Podejrzewa, że jest podsłuchiwany przez FBI, a Ally znajduje w jego domu pluskwę. Bebe oskarża go o niepodołanie postawionemu zadaniu, on zaś oświadcza, że kobiety nie są w stanie zdominować mężczyzn. Bebe próbuje go zamordować, ale zostaje zastrzelona przez Ally. Kai, dowiedziawszy się, że Winter chce się od niego odejść oraz przekonany przez Ally, że to ona zainstalowała pluskwę, dusi siostrę. W rzeczywistości za podsłuch odpowiada inny członek sekty – Speedwagon.                                              |    |                                             |                                         |                       |                          |                                   |                        |
| 84 | 11 | Great Again                                 | Znów wszystko w porządku                | Jennifer Lynch        | Tim Minear               | 14 listopada 2017                 | 16 listopada 2017      |
| Ally zabija Speedwagona i informuje Kaiego, że to on był szpiegiem. Gdy członkowie sekty przygotowują się do wymordowania setki ciężarnych kobiet, pojawiają się agenci FBI. Wywiązuje się strzelanina, po której Kai i Beverly zostają aresztowani. Anderson, widząc, że FBI współpracuje z Ally, przysięga ją zabić. Beverly zostaje oczyszczona z zarzutów i spotyka się z Ally, która wyjawia, że szpiegowała dla FBI od czasu pobytu w szpitalu psychiatrycznym, dzięki czemu zyskała immunitet. Kłamie, że wstąpiła do sekty, by uratować żonę i syna, jednak Kai zamordował Ivy. Tymczasem Anderson, przyznawszy się do wszystkich zbrodni (z wyjątkiem zabicia Ivy), trafia do więzienia, gdzie ponownie buduje wokół siebie kult jednostki oraz werbuje do współpracy innych więźniów i ochroniarkę, Glorię. Dzięki jej pomocy udaje mu się upozorować własną śmierć i uciec z więzienia. Tymczasem Ally kandyduje do Senatu Stanów Zjednoczonych i z pomocą Beverly rozpoczyna kampanię wyborczą. Podczas jej debaty z kontrkandydatem na widowni znajduje się Kai, który bierze od Glorii pistolet i usiłuje zastrzelić Ally. Okazuje się, że pistolet nie jest naładowany, a Gloria współpracowała z Ally. Kai zostaje zastrzelony przez Beverly. Wkrótce Ally wygrywa wybory. Pewnego wieczoru zakłada pelerynę Bebe i informuje Oza, że idzie na spotkanie z grupą kobiet, przy pomocy których pragnie odmienić system. |    |                                             |                                         |                       |                          |                                   |                        |

## Geneza i produkcja

### Pomysł na fabułę
4 października 2016 roku stacja FX potwierdziła zamówienie siódmego sezonu American Horror Story. W tym samym miesiącu twórca serialu, Ryan Murphy, zapowiedział, że będzie on powiązany z sezonem czwartym, Freak Show. W lutym 2017 zdradził w wywiadzie dla Watch What Happens Live with Andy Cohen, iż fabuła będzie związana z wyborami prezydenckimi w Stanach Zjednoczonych w 2016 roku i być może jedną z postaci będzie prezydent Donald Trump. Zaznaczył ponadto, że sytuacja w kraju nie zostanie przedstawiona w sposób jednostronny i że pojawią się ludzie „pozbawieni głosu”, ignorowani przez państwową administrację. W kolejnych miesiącach sprecyzował, że akcja pierwszego sezonu będzie się rozgrywać w dniu wyborów. Dodał też, że nie pojawią się postacie Trumpa i jego kontrkandydatki, Hillary Clinton. W lipcu Murphy wyjawił na Instagramie, że w sezonie pojawi się klaun Twisty – postać z Freak Show. W tym samym miesiącu napisał na Twitterze, że akcja będzie się rozgrywać w stanie Michigan i że do serialu powróci czołówka (z której zrezygnowano w poprzednim sezonie, Roanoke).
20 lipca 2017 roku na konwencie San Diego Comic-Con otwarto specjalne miejsce, w którym po raz pierwszy ogłoszono tytuł nowego sezonu: Cult.

### Dobór obsady
W styczniu 2017 roku Ryan Murphy potwierdził, że w obsadzie siódmego sezonu American Horror Story pojawią się Sarah Paulson i Evan Peters, znani ze wszystkich poprzednich odsłon serialu. W marcu ogłoszono, że po raz pierwszy w serialu wystąpi komik i aktor Billy Eichner. W kwietniu do obsady dołączyła także Billie Lourd, w maju Leslie Grossman. Również w maju gwiazda czterech poprzednich sezonów, Angela Bassett, zdradziła w wywiadzie, że być może pojawi się w serialu także tym razem. W tym samym miesiącu do Internetu wyciekły zdjęcia z planu, na których widać Adinę Porter i Cheyenne’a Jacksona, aktorów znanych z poprzednich sezonów. W czerwcu do obsady dołączyli po raz pierwszy Colton Haynes i Alison Pill, zaś w lipcu Lena Dunham. W tym samym miesiącu Murphy potwierdził na Twitterze, że do obsady powrócą znane z poprzednich sezonów Frances Conroy i Mare Winningham.

### Zdjęcia
W lutym 2017 roku Ryan Murphy ogłosił, że zdjęcia do sezonu wystartują w czerwcu, później jednak przeniesiono je na maj. 24 maja scenarzysta i producent, John J. Gray, potwierdził, że rozpoczęto filmowanie.

## Oglądalność w Stanach Zjednoczonych
Łączna oglądalność American Horror Story: Kult wyniosła 4,97 miliona widzów, co jest 88. najwyższym wynikiem w amerykańskiej telewizji w sezonie 2017–2018. Wskaźnik AMR wyniósł 2,6, co jest 16. najwyższym wynikiem sezonu, ex aequo z poniedziałkowymi odcinkami The Voice. Zarówno w kwestii oglądalności, jak i AMR, jedynymi programami telewizji kablowej, które w sezonie osiągnęły wyższe wyniki, są ósmy sezon Żywych trupów i Monday Night Football. Ponadto American Horror Story: Kult zanotował średni wzrost na poziomie 276,2%, jeśli chodzi o ilość nagrań w stosunku do widzów w trakcie premierowych emisji odcinków. Jest to trzeci najwyższy wynik spośród wszystkich programów telewizyjnych 2017 roku (zaraz za serialami Zadzwoń do Saula i Grzesznica).
Kolumny „Pozycja” wyrażają miejsce, które zajął odcinek w zestawieniu najpopularniejszych programów telewizji kablowej danego dnia lub tygodnia.

Kolumny „AMR” wyrażają procent widzów, którzy oglądali dany odcinek, w stosunku do wszystkich posiadaczy telewizji kablowej w Stanach Zjednoczonych.

Kolumna „PVR/VOD” wyraża liczbę widzów, którzy nie oglądali odcinka podczas premierowej emisji, ale nagrali go na swoją nagrywarkę bądź obejrzeli na życzenie.

Pusta komórka oznacza brak informacji.
| Nr      | Tytuł                                     | Data premiery             | Pozycja | Pozycja | Widzów (wszyscy, mln) | Grupa wiekowa 18–49 | Grupa wiekowa 18–49 | PVR/VOD      | W sumie (premiera + PVR/VOD) | W sumie (premiera + PVR/VOD) |
| Nr      | Tytuł                                     | Data premiery             | dzień   | tydzień | Widzów (wszyscy, mln) | Widzów (mln)        | AMR                 | Widzów (mln) | Widzów (mln)                 | AMR (18-49)                  |
| ------- | ----------------------------------------- | ------------------------- | ------- | ------- | --------------------- | ------------------- | ------------------- | ------------ | ---------------------------- | ---------------------------- |
| 1       | „Noc wyborów”                             | 5 września 2017(dts)      | 1       | 1       | 3,933                 | 2,608               | 2,0                 |              |                              |                              |
| 2       | „Nie obawiaj się ciemności”               | 12 września 2017(dts)     | 1       | 6       | 2,381                 | 1,605               | 1,2                 | 3,046        | 5,430                        | 2,9                          |
| 3       | „Sąsiedzi z piekła rodem”                 | 19 września 2017(dts)     | 1       | 6       | 2,247                 | 1,481               | 1,2                 |              |                              |                              |
| 4       | „9 listopada”                             | 26 września 2017(dts)     | 1       | 6       | 2,126                 |                     | 1,1                 | 2,873        | 5,001                        | 2,6                          |
| 5       | „Dziury”                                  | 3 października 2017(dts)  | 2       | 7       | 2,199                 |                     | 1,1                 | 2,820        | 5,022                        | 2,6                          |
| 6       | „Zabójca ze Środkowego Zachodu”           | 10 października 2017(dts) | 1       | 13      | 2,149                 | 1,337               | 1,0                 | 2,283        | 4,434                        | 2,2                          |
| 7       | „Valerie Solanas umarła za wasze grzechy” | 17 października 2017(dts) | 5       | 22      | 2,065                 | 1,248               | 1,0                 | 2,743        | 4,810                        | 2,5                          |
| 8       | „Zima naszego niezadowolenia”             | 24 października 2017(dts) | 1       | 9       | 2,061                 | 1,325               | 1,0                 | 2,558        | 4,620                        | 2,4                          |
| 9       | „Lojalność”                               | 31 października 2017(dts) | 1       | 18      | 1,483                 | 0,931               | 0,7                 | 2,557        | 4,042                        | 2,1                          |
| 10      | „Charles (Manson) rządzi”                 | 7 listopada 2017(dts)     | 2       | 15      | 1,820                 | 1,062               | 0,8                 | 2,025        | 3,847                        | 2,0                          |
| 11      | „Znów wszystko w porządku”                | 14 listopada 2017(dts)    | 4       | 10      | 1,974                 | 1,293               | 1,0                 |              |                              |                              |
| Średnio | Średnio                                   | Średnio                   | Średnio | Średnio | 2,222                 | 1,048               | 1,10                | 2,613        | 4,651                        | 2,41                         |

## Nagrody i nominacje
American Horror Story: Kult zdobył 3 nagrody spośród 24 nominacji.
| Ceremonia                                                          | Kategoria                                                                                      | Nominacja | Rezultat  |        |
| ------------------------------------------------------------------ | ---------------------------------------------------------------------------------------------- | --- | --------- | ------ |
| 70. ceremonia wręczenia Primetime Emmy                             | Najlepsza aktorka pierwszoplanowa w miniserialu lub filmie telewizyjnym                        | Sarah Paulson | Nominacja | [ 51 ] |
| 70. ceremonia wręczenia Primetime Emmy                             | Najlepsza aktorka drugoplanowa w miniserialu lub filmie telewizyjnym                           | Adina Porter | Nominacja | [ 51 ] |
| 70. ceremonia wręczenia Primetime Creative Arts Emmy               | Najlepsza scenografia w fabularnym programie współczesnym lub fantasy (godzinnym lub dłuższym) | Jeff Mossa, Rachel Robb Kondrath i Claire Kaufman | Nominacja | [ 51 ] |
| 70. ceremonia wręczenia Primetime Creative Arts Emmy               | Najlepsze fryzury w miniserialu lub filmie telewizyjnym                                        | Michelle Ceglia, Samantha Wade, Brittany Madrigal, Julie Rael, Valerie Jackson i Joanne Onorio                                                                           | Nominacja | [ 51 ] |
| 70. ceremonia wręczenia Primetime Creative Arts Emmy               | Najlepsza charakteryzacja naturalna w serialu limitowanym lub filmie telewizyjnym              | Eryn Krueger Mekash, Kim Ayers, Michael Mekash, Silvina Knight i Carleigh Herbert                                                                                        | Nominacja | [ 51 ] |
| 70. ceremonia wręczenia Primetime Creative Arts Emmy               | Najlepsza charakteryzacja sztuczna w serialu limitowanym lub filmie telewizyjnym               | Eryn Krueger Mekash, Michael Mekash, Kim Ayers, Silvina Knight, Christopher Nelson, Carleigh Herbert, Glen Eisner i David Leroy Anderson                                 | Nominacja | [ 51 ] |
| 70. ceremonia wręczenia Primetime Creative Arts Emmy               | Najlepszy montaż dźwięku w serialu limitowanym, filmie telewizyjnym lub programie specjalnym   | Gary Megregian, Naaman Haynes, Steve M. Stuhr, Timothy A. Cleveland, Paul Diller, Mitchell Lestner, Sam Munoz, David Klotz i Noel Vought (za „Znów wszystko w porządku”) | Nominacja | [ 51 ] |
| 70. ceremonia wręczenia nagród Amerykańskiej Gildii Scenarzystów   | Najlepsza oryginalna forma długometrażowa                                                      | Brad Falchuk, John J. Gray, Joshua Green, Todd Kubrak, Crystal Liu, Tim Minear, Ryan Murphy, Adam Penn i James Wong                                                      | Nominacja | [ 52 ] |
| 20. ceremonia wręczenia nagród Amerykańskiej Gildii Kostiumografów | Najlepsze kostiumy w serialu współczesnym                                                      | Sarah Evelyn Bram | Nominacja | [ 53 ] |
| Ceremonia wręczenia nagród Gildii Makijażystów i Fryzjerów w 2018  | Najlepsza charakteryzacja w miniserialu lub filmie telewizyjnym współczesnym                   | Eryn Krueger Mekash, Kim Ayers i Silvina Knight | Nominacja | [ 54 ] |
| Ceremonia wręczenia nagród Gildii Makijażystów i Fryzjerów w 2018  | Najlepsze fryzury w miniserialu lub filmie telewizyjnym współczesnym                           | Michelle Ceglia, Samantha Wade i Brittany Madrigal | Nominacja | [ 54 ] |
| Ceremonia wręczenia nagród Gildii Makijażystów i Fryzjerów w 2018  | Najlepsza charakteryzacja w miniserialu lub filmie telewizyjnym kostiumowym                    | Michelle Ceglia, Samantha Wade i Julie Rael | Nominacja | [ 54 ] |
| Ceremonia wręczenia nagród Gildii Makijażystów i Fryzjerów w 2018  | Najlepsze efekty makijażowe w miniserialu lub filmie telewizyjnym                              | Eryn Krueger Mekash, Michael Mekash i David Anderson | Wygrana   | [ 54 ] |
| Ceremonia wręczenia nagród Gildii Makijażystów i Fryzjerów w 2018  | Najlepsza charakteryzacja w reklamie lub teledysku                                             | Kerry Herta, Jason Collins i Christina Waltz | Wygrana   | [ 54 ] |
| Ceremonia wręczenia nagród Gildii Makijażystów i Fryzjerów w 2018  | Najlepsze fryzury w reklamie lub teledysku                                                     | Nicki Alkire, Fernando Navarro i Stephanie Rives | Wygrana   | [ 54 ] |
| 22. ceremonia wręczenia nagród Amerykańskiej Gildii Scenografów    | Film telewizyjny lub miniserial                                                                | Jeffrey Mossa (za „Noc wyborów” i „Zimę naszego niezadowolenia”) | Nominacja | [ 55 ] |
| 45. ceremonia wręczenia Saturnów                                   | Najlepszy serial telewizyjny – horror                                                          | American Horror Story: Kult | Nominacja | [ 56 ] |
| 45. ceremonia wręczenia Saturnów                                   | Najlepsza aktorka w serialu telewizyjnym                                                       | Sarah Paulson | Nominacja | [ 56 ] |
| 45. ceremonia wręczenia Saturnów                                   | Najlepszy drugoplanowy aktor w serialu telewizyjnym                                            | Evan Peters | Nominacja | [ 56 ] |
| 45. ceremonia wręczenia Saturnów                                   | Najlepsza drugoplanowa aktorka w serialu telewizyjnym                                          | Adina Porter | Nominacja | [ 56 ] |
| 8. ceremonia wręczenia Critics’ Choice Television Awards           | Najlepszy aktor w filmie lub miniserialu                                                       | Evan Peters | Nominacja | [ 57 ] |
| 29. ceremonia wręczenia GLAAD Media Awards                         | Najlepszy film telewizyjny miniserial                                                          | American Horror Story: Kult | Nominacja | [ 58 ] |
| Key Art Awards 2017                                                | Telewizja/streaming: na świeżym powietrzu: billboard                                           | Milk Bath | Srebro    | [ 59 ] |
| Key Art Awards 2017                                                | Telewizja/streaming: technika drukarska: reklama jednostronna krajowa                          | Beehive | Srebro    | [ 59 ] |